# Torsdagskoncert
Torsdagskoncert er en internationalt anerkendt koncertserie i regi af DR.
Radiosymfoniorkestret blev etableret i sin spæde begyndelse i 1925. Besætningen øgede fra syv mand og stabiliserede seg på 30 musici, som blev suppleret af assistenter ved koncerterne i Axelborg og Stærekassen.
I 1927 spillede radiororkestret sin første offentlige koncert, og fra 1928 blev de regelmæssige. I 1933 fik de navnet Torsdagskoncerter. Efterhånden blev det dirigenterne Nicolai Malko og Fritz Busch, der prægede torsdagskoncerterne og dermed Radiosymfoniorkestret. Efter mange års planmæssigt forarbejde med orkesterformanden, solooboist Waldemar Wolsing, i spidsen, blev orkestret i 1948 udvidet til 92 musikere og dermed Skandinaviens største symfoniorkester. Orkestret blev udvidet til dagens besætning med 99 musikere på foranledning af chefdirigenten Lamberto Gardelli med Hans Jørgen Jensen som programdirektør for DR.
Torsdagskoncertene er Danmarks Radios kulturelle flagskib og finder herefter sted i DR Koncerthuset i Ørestaden, hvor der er i alt fire koncertsale indrettet til DRs orkestre, big band og kor.